# Tetrigoidea
Tetrigoidea es una superfamilia de insectos ortópteros celíferos, formada por una única familia existente, llamada Tetrigidae. Se distribuye por Centroamérica y México.

## Géneros
Según Orthoptera Species File (31 de marzo de 2010):
- Batrachideinae Bolívar, 1887
  -     - Apteropedon Bruner, 1910
    - Ascetotettix Grant, 1956
    - Batrachidea Serville, 1838
    - Eutettigidea Hancock, 1914
    - Halmatettix Hancock, 1909
    - Lophoscirtus Bruner, 1911
    - Palaisioscaria Günther, 1936
    - Paurotarsus Hancock, 1900
    - Paxilla Bolívar, 1887
    - Phloeonotus Bolívar, 1887
    - Plectronotus Morse, 1900
    - Puiggaria Bolívar, 1887
    - Rehnidium Grant, 1956
    - Saussurella Bolívar, 1887
    - Scaria Bolívar, 1887
    - Tettigidea Scudder, 1862
    - Vilma Steinmann, 1973
    - Vingselina Sjöstedt, 1921
- Cladonotinae Bolívar, 1887
  -     - Afrolarcus Günther, 1979
    - Antillotettix Perez-Gelabert, 2003
    - Austrohancockia Günther, 1938
    - Bahorucotettix Perez-Gelabert, Hierro & Otte, 1998
    - Choriphyllum Serville, 1838
    - Cladonotella Hancock, 1909
    - Cladonotus Saussure, 1862
    - Cota Bolívar, 1887
    - Cubanotettix Perez-Gelabert, Hierro & Otte, 1998
    - Cubonotus Perez-Gelabert, Hierro & Otte, 1998
    - Dasyleurotettix Rehn, 1904
    - Deltonotus Hancock, 1904
    - Diotarus Stål, 1877
    - Dolatettix Hancock, 1907
    - Eleleus Bolívar, 1887
    - Epitettix Hancock, 1907
    - Fieberiana Kirby, 1914
    - Gestroana Berg, 1898
    - Gignotettix Hancock, 1909
    - Haitianotettix Perez-Gelabert, Hierro & Otte, 1998
    - Hancockella Uvarov, 1940
    - Hippodes Karsch, 1890
    - Hottettix Perez-Gelabert, Hierro & Otte, 1998
    - Hymenotes Westwood, 1837
    - Hypsaeus Bolívar, 1887
    - Microthymochares Devriese, 1991
    - Misythus Stål, 1877
    - Mucrotettix Perez-Gelabert, Hierro & Otte, 1998
    - Nesotettix Holdhaus, 1909
    - Oxyphyllum Hancock, 1909
    - Paraphyllum Hancock, 1913
    - Paraxelpa Sjöstedt, 1932
    - Pelusca Bolívar, 1912
    - Phyllotettix Hancock, 1902
    - Piezotettix Bolívar, 1887
    - Potua Bolívar, 1887
    - Pseudogignotettix Liang, 1990
    - Pseudohyboella Günther, 1938
    - Sierratettix Perez-Gelabert, Hierro & Otte, 1998
    - Stegaceps Hancock, 1913
    - Tepperotettix Rehn, 1952
    - Tettilobus Hancock, 1909
    - Thymochares Rehn, 1929
    - Tiburonotus Perez-Gelabert, Hierro & Otte, 1998
    - Tondanotettix Willemse, 1928
    - Truncotettix Perez-Gelabert, Hierro & Otte, 1998
    - †Baeotettix Heads, 2009
- Cleostratinae Hancock, 1907
  -     - Cleostratus Stål, 1877
- Discotettiginae Hancock, 1907
  -     -  Amphinotus Hancock, 1904
    - Discotettix Costa, 1864
    - Hydrotetrix Uvarov, 1926
    - Lamellitettigodes Günther, 1939
    - Paraguelus Günther, 1939
    - Spartolus Stål, 1877
    - Arulenus Stål, 1877
    - Hirrius Bolívar, 1887
- Lophotettiginae Hancock, 1909
  -     - Lophotettix Hancock, 1909
    - Phelene Bolívar, 1906
- Metrodorinae Bolívar, 1887
  -     - Allotettix Hancock, 1899
    - Amorphopus Serville, 1838
    - Andriana Rehn, 1929
    - Apterotettix Hancock, 1904
    - Arexion Rehn, 1929
    - Austrohyboella Rehn, 1952
    - Bara Rehn, 1929
    - Bullaetettix Günther, 1937
    - Calyptraeus Wang, 2001
    - Camelotettix Hancock, 1907
    - Centrosotettix Günther, 1939
    - Charagotettix Brancsik, 1893
    - Chiriquia Morse, 1900
    - Cingalina Hebard, 1932
    - Cingalotettix Günther, 1939
    - Corystotettix Günther, 1939
    - Cotys Bolívar, 1887
    - Cotysoides Zheng & Jiang, 2000
    - Crimisodes Hebard, 1932
    - Crimisus Bolívar, 1887
    - Cryptotettix Hancock, 1900
    - Eomorphopus Hancock, 1900
    - Eurybiades Rehn, 1929
    - Eurymorphopus Hancock, 1907
    - Hildegardia Günther, 1974
    - Holocerus Bolívar, 1887
    - Hovacris Rehn, 1929
    - Hybotettix Hancock, 1900
    - Hyperyboella Günther, 1938
    - Indomiriatra Tinkham, 1939
    - Isandrus Rehn, 1929
    - Macromotettix Günther, 1939
    - Macromotettixoides Zheng, Wei & Jiang, 2005
    - Mazarredia Bolívar, 1887
    - Melainotettix Günther, 1939
    - Metamazarredia Günther, 1939
    - Metopomystrum Günther, 1939
    - Metrodora Bolívar, 1887
    - Miriatra Bolívar, 1906
    - Miriatroides Zheng & Jiang, 2002
    - Moluccasia Rehn, 1948
    - Myxohyboella Shishodia, 1991
    - Notocerus Hancock, 1900
    - Ocytettix Hancock, 1907
    - Ophiotettix Walker, 1871
    - Orthotettix Hancock, 1909
    - Orthotettoides Zheng, 1998
    - Otumba Morse, 1900
    - Oxytettix Rehn, 1929
    - Paraspartolus Günther, 1939
    - Platythorus Morse, 1900
    - Plesiotettix Hancock, 1907
    - Procytettix Bolívar, 1912
    - Pseudomitraria Hancock, 1907
    - Pseudoparatettix Günther, 1937
    - Pterotettix Bolívar, 1887
    - Rhopalina Tinkham, 1939
    - Rhopalotettix Hancock, 1910
    - Rhynchotettix Hancock, 1907
    - Salomonotettix Günther, 1939
    - Scabrotettix Hancock, 1907
    - Spadotettix Hancock, 1910
    - Synalibas Günther, 1939
    - Systolederus Bolívar, 1887
    - Thibron Rehn, 1939
    - Threciscus Bolívar, 1887
    - Thyrsus Bolívar, 1887
    - Timoritettix Günther, 1971
    - Trigonofemora Hancock, 1906
    - Vaotettix Podgornaya, 1986
- Scelimeninae Hancock, 1907
  - Criotettigini Kevan, 1966
    - Criotettix Bolívar, 1887
    - Euloxilobus Sjöstedt, 1936
    - Loxilobus Hancock, 1904
    - Tettitelum Hancock, 1915

  - Scelimenini Hancock, 1907
    - Amphibotettix Hancock, 1906
    - Eufalconius Günther, 1938
    - Euscelimena Günther, 1938
    - Falconius Bolívar, 1898
    - Gavialidium Saussure, 1862
    - Hexocera Hancock, 1915
    - Indoscelimena Günther, 1938
    - Paragavialidium Zheng, 1994
    - Paramphibotettix Günther, 1938
    - Platygavialidium Günther, 1938
    - Scelimena Serville, 1838
    - Tagaloscelimena Günther, 1938
    - Tefrinda Bolívar, 1906
    - Tegotettix Hancock, 1913

  - Thoradontini Kevan, 1966
    - Bolivaritettix Günther, 1939
    - Bolotettix Hancock, 1907
    - Eucriotettix Hebard, 1930
    - Hebarditettix Günther, 1938
    - Probolotettix Günther, 1939
    - Rostella Hancock, 1913
    - Syzygotettix Günther, 1938
    - Thoradonta Hancock, 1909
    - Xistra Bolívar, 1887
    - Xistrella Bolívar, 1909
    - Xistrellula Günther, 1939

  - tribu indeterminada
    - Eufalconoides Zheng, Li & Shi, 2003
    - Hyboella Hancock, 1915
    - Zhengitettix Liang, 1994
- Tetriginae Serville, 1838
  - Dinotettigini Günther, 1979
    - Afrocriotettix Günther, 1938
    - Dinotettix Bolívar, 1905
    - Ibeotettix Rehn, 1930
    - Lamellitettix Hancock, 1904
    - Marshallacris Rehn, 1948
    - Pseudamphinotus Günther, 1979

  - Tetrigini Serville, 1838
    - Clinotettix Bei-Bienko, 1933
    - Coptotettix Bolívar, 1887
    - Euparatettix Hancock, 1904
    - Exothotettix Zheng & Jiang, 1993
    - Paratettix Bolívar, 1887
    - Tetrix Latreille, 1802

  - tribu indeterminada
    - Alulatettix Liang, 1993
    - Ankistropleuron Bruner, 1910
    - Bannatettix Zheng, 1993
    - Bienkotetrix Karaman, 1965
    - Bufonides Bolívar, 1898
    - Carolinotettix Willemse, 1951
    - Coptottigia Bolívar, 1912
    - Cranotettix Grant, 1955
    - Depressotetrix Karaman, 1960
    - Ergatettix Kirby, 1914
    - Flatocerus Liang & Zheng, 1984
    - Formosatettix Tinkham, 1937
    - Formosatettixoides Zheng, 1994
    - Gibbotettix Zheng, 1992
    - Hedotettix Bolívar, 1887
    - Heteropterus Wang, 1992
    - Leptacrydium Chopard, 1945
    - Macquillania Günther, 1972
    - Micronotus Hancock, 1902
    - Neocoptotettix Shishodia, 1984
    - Neotettix Hancock, 1898
    - Nomotettix Morse, 1894
    - Ochetotettix Morse, 1900
    - Phaesticus Uvarov, 1940
    - Sciotettix Ichikawa, 2001
    - Stenodorus Hancock, 1906
    - Teredorus Hancock, 1907
    - Tettiella Hancock, 1909
    - Tettiellona Günther, 1979
    - Uvarovitettix Bazyluk & Kis, 1960
    - Xiaitettix Zheng & Liang, 1993
- Tripetalocerinae Hancock, 1907
  -     - Tripetalocera Westwood, 1834
    - Birmana Brunner von Wattenwyl, 1893
    - Kraengia Bolívar, 1909
- sous-famille indéterminée
  - Xerophyllini Günther, 1979
    - Acmophyllum Karsch, 1890
    - Astyalus Rehn, 1939
    - Cladoramus Hancock, 1907
    - Morphopoides Rehn, 1930
    - Morphopus Bolívar, 1905
    - Pantelia Bolívar, 1887
    - Paulytettix Devriese, 1999
    - Royitettix Devriese, 1999
    - Sanjetettix Devriese, 1999
    - Seyidotettix Rehn, 1939
    - Trachytettix Stål, 1876
    - Trypophyllum Karsch, 1890
    - Xerophyllum Fairmaire, 1846
- Subfamilia indeterminada
  -     -  Aalatettix Zheng & Mao, 2002
    - Bidentatettix Zheng, 1992
    - Castetsia Bolívar, 1902
    - Christa Rehn, 1914
    - Cyphotettix Rehn, 1952
    - Lepocranus Devriese, 1991
    - Paramphinotus Zheng, 2004
    - Peronotettix Rehn, 1952
    - Pseudepitettix Zheng, 1995
    - Pseudosystolederus Günther, 1939
    - Pseudoxistrella Liang, 1991
    - Rehnitettix Günther, 1939
    - Rosacris Bolívar, 1931
    - Silanotettix Günther, 1959
    - Tuberfemurus Zheng, 1992
    - Yunnantettix Zheng, 1995
    - †Archaeotetrix Sharov, 1968
    - †Prototetrix Sharov, 1968